# Río Cantavieja
Río Cantavieja är ett vattendrag i Spanien.   Det ligger i provinsen Província de Castelló och regionen Valencia, i den östra delen av landet, 300 km öster om huvudstaden Madrid.